# Cacicus sclateri
Cacicus sclateri là một loài chim trong họ Icteridae.